# Georgseichen (Hannover)

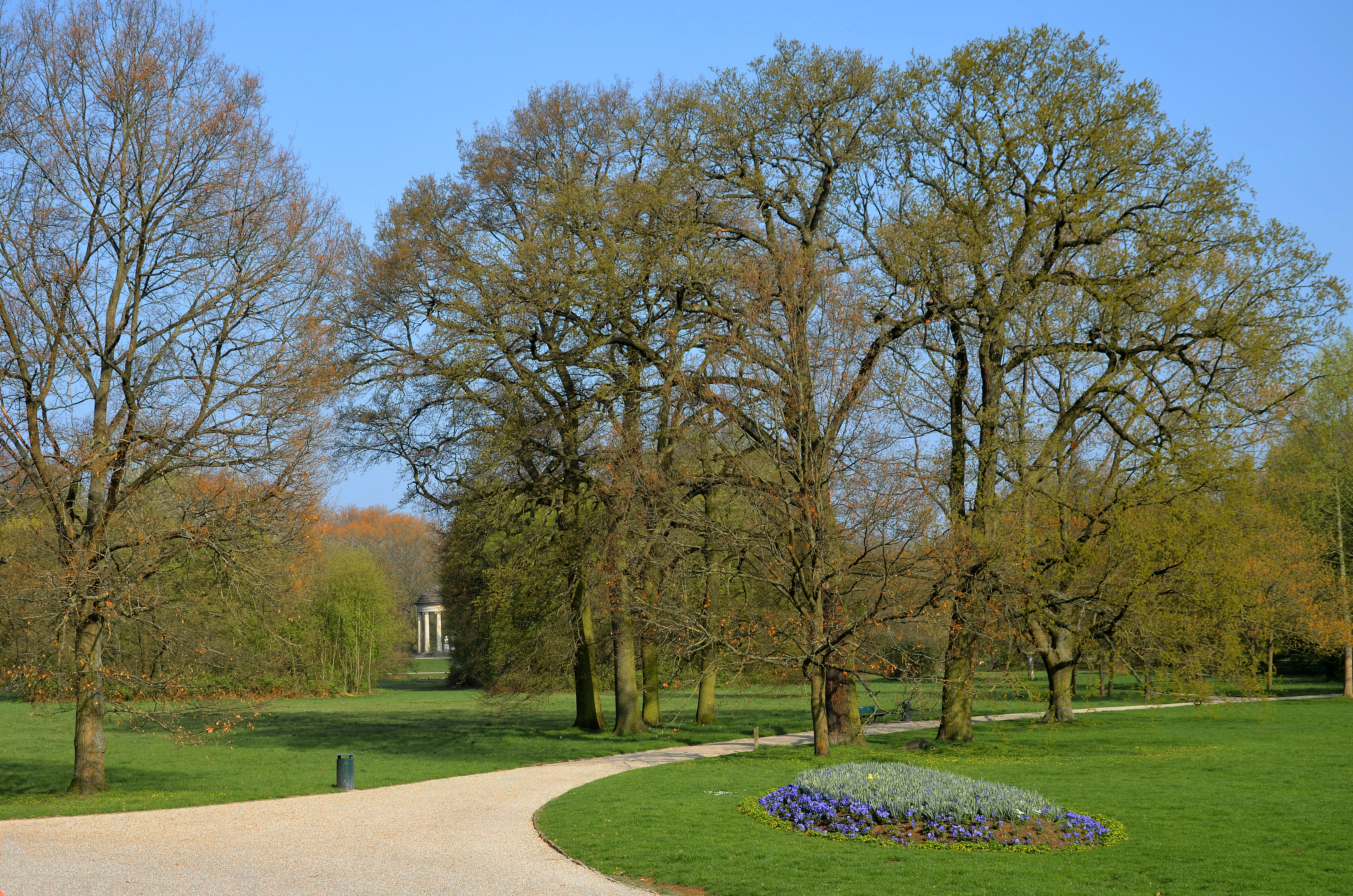
Die als Naturdenkmal unter Schutz gestellten Georgeneichen am Museum Wilhelm Busch – Deutsches Museum für Karikatur und Zeichenkunst im Georgengarten
Frühling 2017; im Hintergrund links der Leibniztempel

Der Georgsstein in Hannover und die dazugehörigen Georgseichen im Georgengarten stammen aus der Zeit des Königreichs Hannover. Die Bäume mit Denkstein wurden im Jahr 1839 am 20. Geburtstag des Thronfolgers Georg von Hannover an den Westrand des Rasen-Ovals vor dem Georgenpalais gepflanzt.

## Geschichte

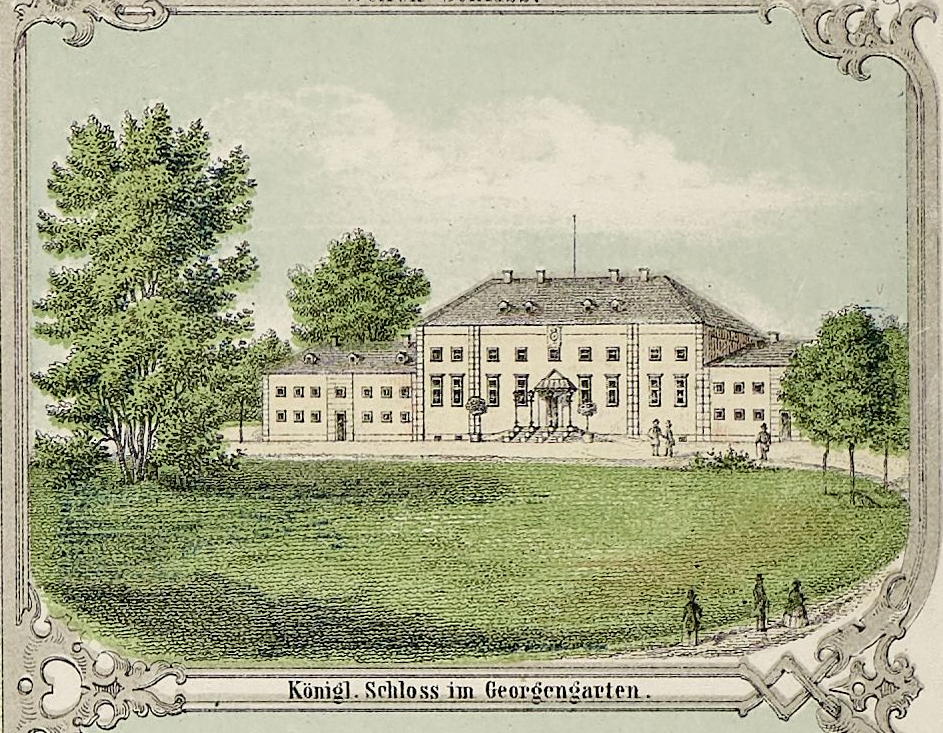
Die drei Georgseichen 1856 rechts vor dem „Königl. Schloss im Georgengarten“;
mehrfarbige Lithographie aus dem hannoverschen Plan Die Königl. Haupt- und Residenz-Stadt Hannover mit ihren Umgebungen, Gebrüder Jänecke

Nachdem der Georgengarten zur Zeit der Weimarer Republik im Jahr 1921 von den Welfen in Besitz der Stadt Hannover gelangt war, wurden die Georgseichen knapp ein Jahrhundert nach ihrer Einsetzung am 12. September 1934 zum Naturdenkmal erklärt. Von den ehemals drei Eichen wurden jedoch nur zwei Bäume unter Naturschutz gestellt. In der durch die nunmehr zuständige Region Hannover im Jahr 2010 veröffentlichten Auflistung ihrer Naturdenkmale sind die Georgseichen nicht mehr enthalten.

## Inschrift

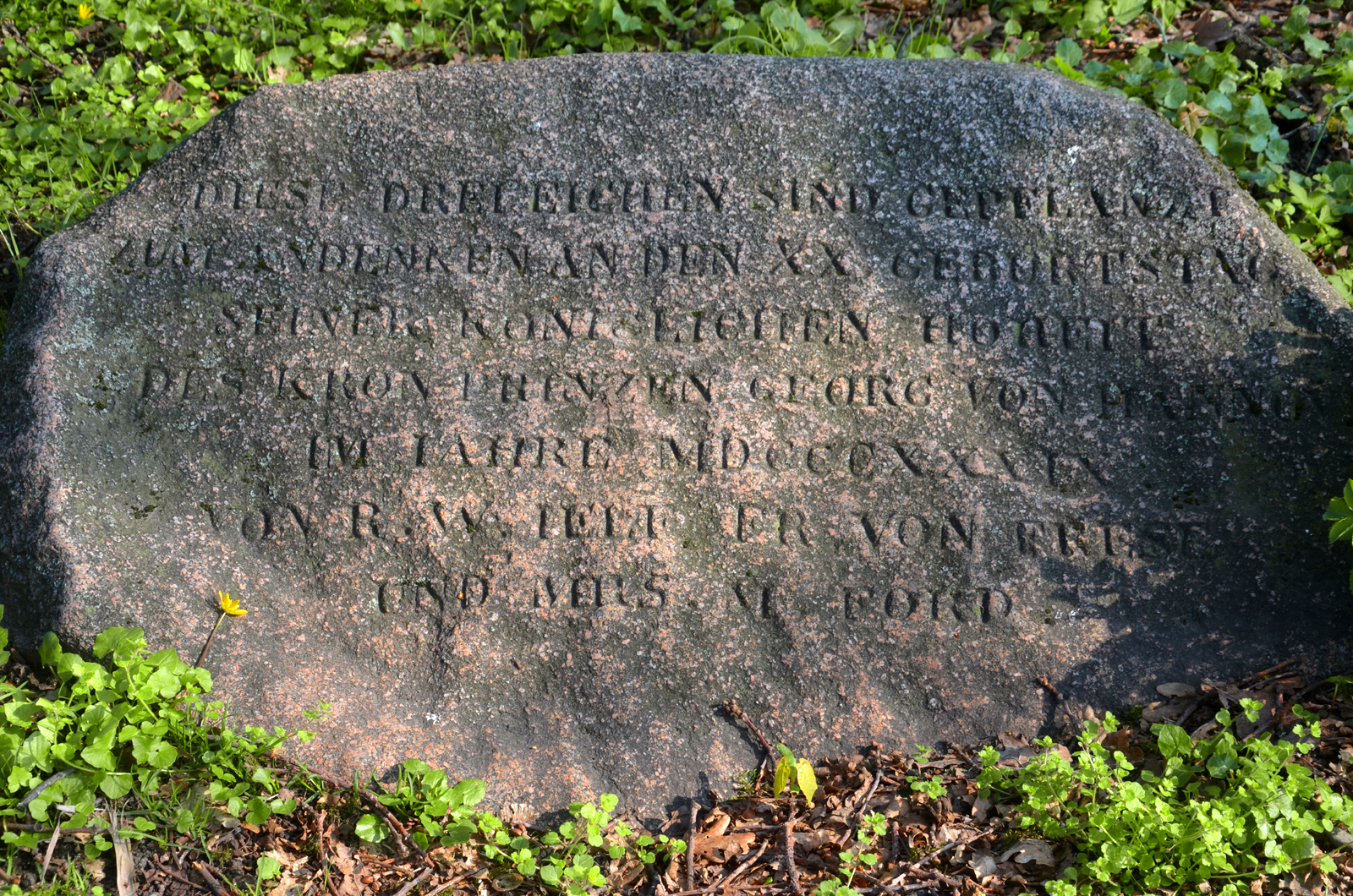
Der 1839 gesetzte Georgstein mit seiner Inschrift

Die Inschrift nach Franz Hinrich Hesses Führer durch Hannover Stadt und Land lautet:

„DIESE DREI EICHEN SIND GEPFLANZT

ZUM ANDENKEN AN DEN XX. GEBURTSTAG

SEINER KÖNIGLICHEN HOHEIT

DES KRONPRINZEN  GEORG VON HANNOVER

IM JAHRE MDCCCXXXIX

VON R. W. JELF, FR. V. FRESE

UND MRS. M. FORD“

Richard William Jelf war ein Lehrer des Kronprinzen, Ernst von Frese dessen Adjutant.